# Ordine del Braccio Destro Gurkha
L'Ordine del Braccio Destro Gurkha è un ordine cavalleresco del Nepal.

## Storia
L'Ordine è stato fondato nel 1896. L'Ordine è stato successivamente ripreso e rinnovato in data 7 settembre 1932 dal re Tribhuvan Bir Bikram Shah Dev. Nel 1936 è stata istituita la classe di Medaglia.

## Classi
L'Ordine dispone delle seguenti classi di benemerenza:
- Membro di I Classe
- Membro di II Classe
- Membro di III Classe
- Membro di IV Classe
- Membro di V Classe
- Medaglia

## Insegne
- Il nastro è ufficialmente color zafferano anche se di solito viene concesso in una tonalità più scura rosso.